# Cornelis Saftleven
Cornelis Saftleven (vers 1607, Gorinchem - 1er juin 1681, Rotterdam) est un peintre et dessinateur néerlandais du siècle d'or.

## Biographie
Cornelis Saftleven est né vers 1607 à Gorinchem aux Pays-Bas. Il est issu d'une famille d'artistes, et apprend à peindre auprès de son père Herman et de ses frères Abraham et Herman Saftleven II. Il s'installe et vit pendant une certaine période à Utrecht avec son frère.
Les sujets traités par Cornelis Saftleven sont très variés. Il peint des scènes de genre, des portraits, des scènes de plage, et des thèmes bibliques et mythologiques. Ses représentations de l'Enfer sont particulièrement remarquables et sont considérées comme un grand tribut à la peinture hollandaise.
On estime qu'environ deux cents toiles et cinq cents dessins lui ont survécu.
Il meurt le 1er juin 1681 à Rotterdam.

## Œuvres

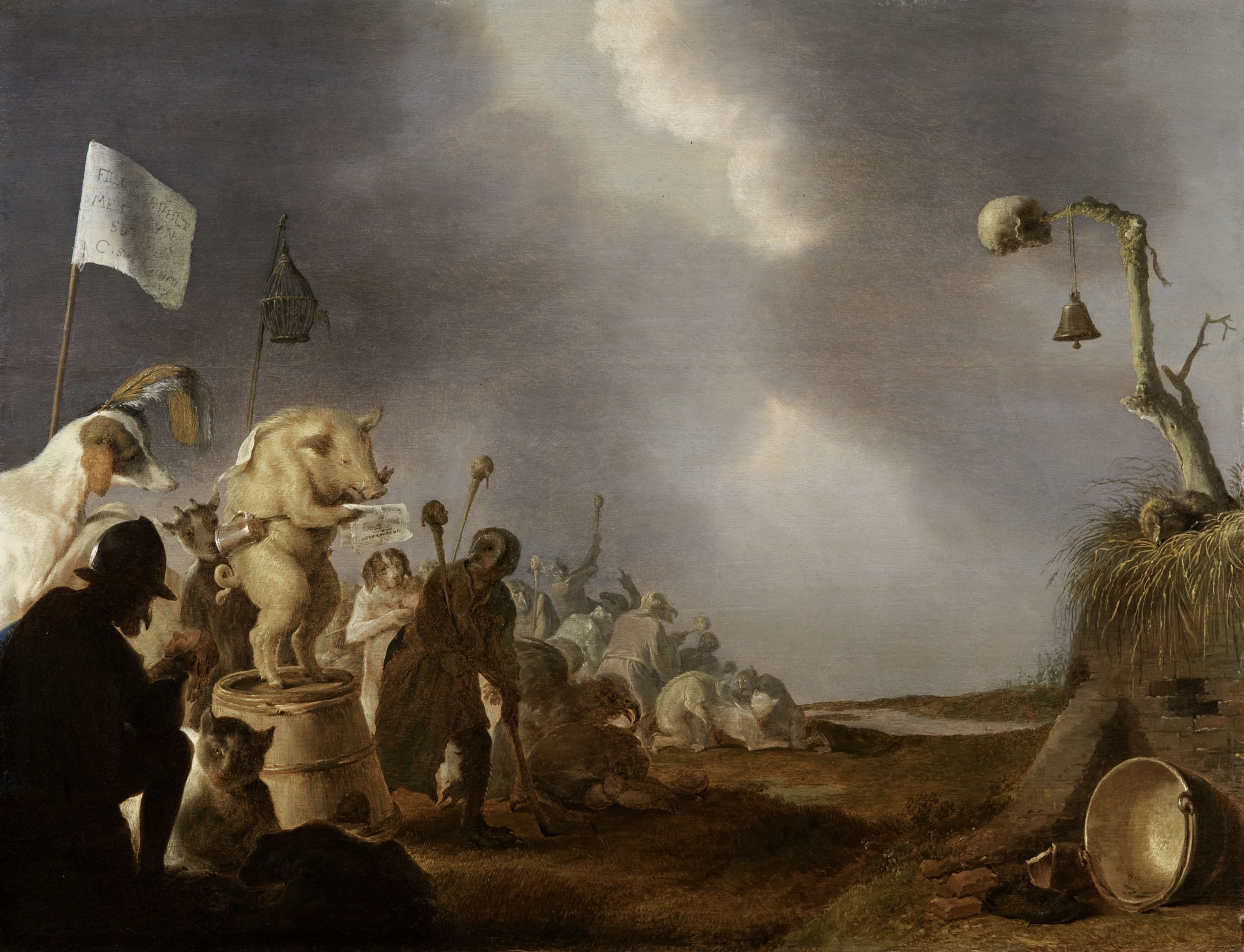
Cornelis Saftleven, Allégorie de la folie humaine, 1629.

- L'Annonciation aux bergers[2], Rijksmuseum, Amsterdam
- Une compagnie de paysans[3], Rijksmuseum, Amsterdam
- Satire au procès de Johan van Oldenbarneveldt[3], Rijksmuseum, Amsterdam